# سمز کلاب

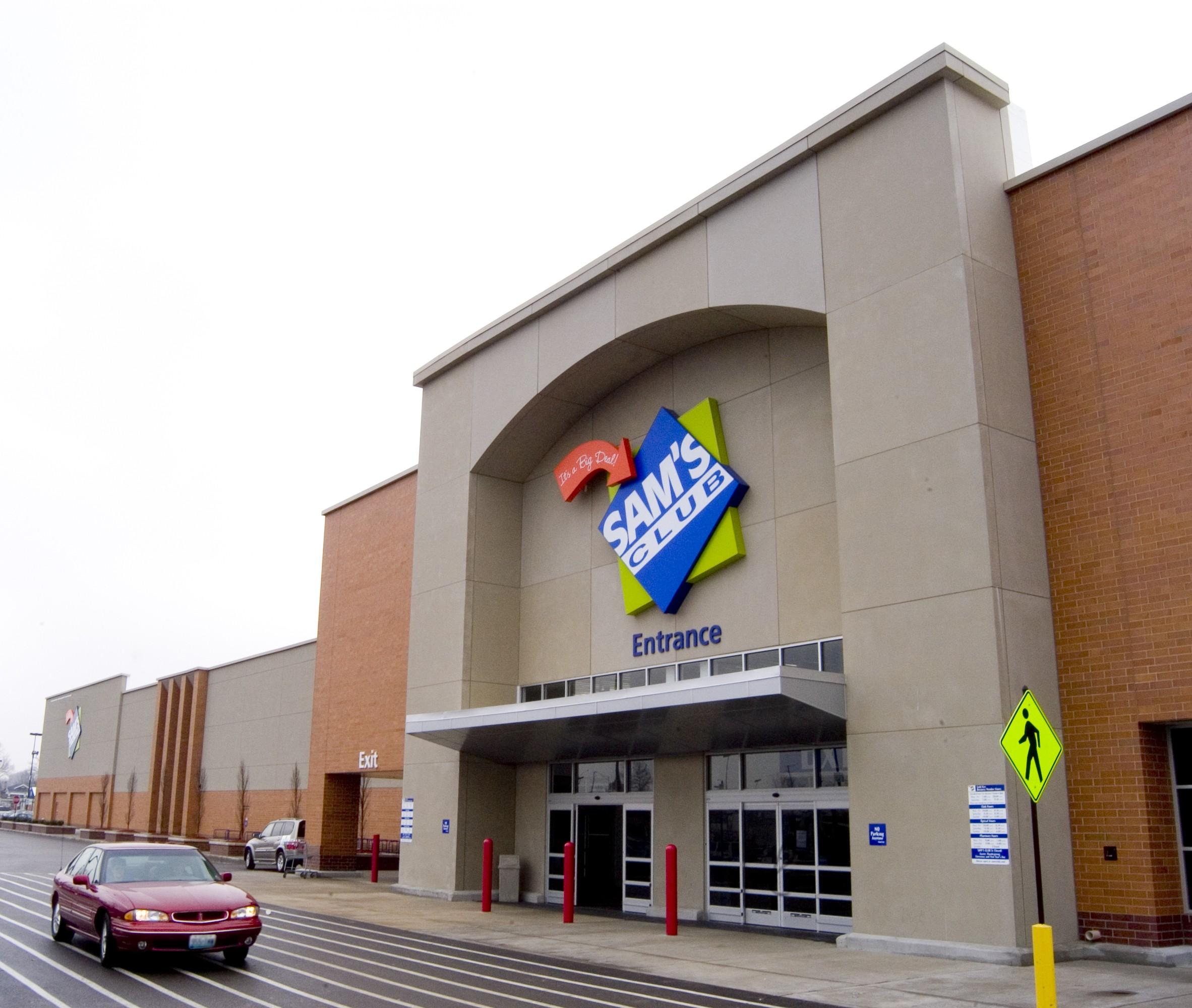
شعبه‌ای از سمز کلاب در حومه شهر سنت لوئیس، میزوری

سمز کلاب (به انگلیسی: Sam's Club) شرکت عمده‌فروشی آمریکایی است، که از شرکت‌های تابعه وال‌مارت (بزرگترین شرکت جهان در سال ۲۰۱۳) محسوب می‌شود.
سمز کلاب فعالیت خود را از سال ۱۹۸۳ در بنتون ویلی، آرکانزاس آغاز کرد و نام آن نیز از سام والتون؛ بنیانگذار فروشگاه‌های وال‌مارت گرفته شده‌است. این شرکت هم‌اکنون با ۶۱۲ شعبه در ایالات متحده و ۲۵ شعبه بین‌المللی، پس از کاستکو، دومین عمده‌فروشی ایالات متحده به‌شمار می‌آید، همچنین از سال ۲۰۰۸ نیز به‌عنوان هشتمین شرکت خرده‌فروشی آمریکا شناخته می‌شود.